# ليون إي. زالومون
ليون إي. زالومون (بالإنجليزية: Leon E. Salomon)‏ هو عسكري أمريكي، ولد في 27 أبريل 1936 في شيكاغو في الولايات المتحدة.